# John Boorman
John Boorman (født 18. januar 1933) er en britisk filminstruktør.
I begyndelsen af 70erne prøvede han at filmatisere Ringenes herre, men det blev ikke til noget. Hope and Glory fortæller om hans barndom i London under 2. verdenskrig.
Han lever nu i Irland.

## Udvalgte film
- Hell in the Pacific (1968)
- Deliverance (1972)
- Zardoz (1974)
- Hope and Glory (1987)
- Lee Marvin: A Personal Portrait (1998, dokumentarfilm om skuespilleren Lee Marvin)
- The Tailor of Panama (Skrædderen fra Panama, 2001)